# Беранже, Раймон-Пьер де
Маркиз Раймон-Пьер де Беранже (фр. Raymond Pierre de Bérenger; 1733 — 1806), граф дю Га — французский генерал и придворный.

## Биография
Сын Пьера де Беранже, графа де Шарма, и Франсуазы-Антуанетты Буше д'Орсе.
В 1755 году назначен наследником должности почетного рыцаря мадам дофины, и занял этот пост в 1762 году. В том же году стал полковником в корпусе Французских гренадер. В составе этого корпуса участвовал в Семилетней войне и был взят в плен в бою под Касселем 24 июня 1762. В 1764 году был назначен полковником полка Иль-де-Франса. В 1771 году стал почетным рыцарем графини Прованской.
Бригадир пехоты (20.04.1768), кампмаршал (1.03.1780).
2 февраля 1777 был пожалован Людовиком XVI в рыцари орденов короля.
В 1785—1790 годах руководил работами по перестройке замка Сассенаж, который его сын Шарль-Раймон-Исмидон досрочно унаследовал в 1775 году от своей бабки, маркизы де Сассенаж, вместе с прочими доменами рода Беранже-Сассенаж.

## Семья
Жена (2.07.1755): Мари-Франсуаза-Камилла Беранже де Сассенаж (1738—1810), дочь маркиза Шарля-Франсуа де Сассенажа, второго барона Дофине, и Мари-Франсуазы-Казимиры де Сассенаж, маркизы де Пон-де-Руайян
Дети:
- Исмидон-Шарль
- Мари-Луиза (1756—?). Муж (27.04.1773): маркиз Шарль-Эжен-Бернар де Бриа
- Франсуаза-Камилла (1765—1827). Муж: Поль-Мари-Виктор де Бовилье (1766—1794), герцог де Сент-Эньян, гильотинирован
- Шарль-Раймон-Исмидон, граф дю Га, барон де Сассенаж, маркиз де Пон-де-Руайян. Наследник должности почетного рыцаря при Мадам, кампмаршал (4.06.1814), рыцарь ордена Святого Людовика. Жена (13.01.1785): Генриетта-Франсуаза де Леви-Леран (22.04.1767—10.07.1794), дочь герцога Франсуа-Гастона де Леви-Лерана, маршала Франции, и Габриели-Огюстины Мишель де Тарон. Гильотинирована вместе с матерью
- Мари-Франсуаза-Шарлотта